# Station Stobno Szczecińskie
Station Stobno Szczecińskie is een spoorwegstation in de Poolse plaats Stobno. Het station is alleen in gebruik voor goederenverkeer. Het personenevervoer is in 1973 beëindigd. Tussen september 2014 en maart 2015 hebben op het station nog reizigerstreinen gestopt.
De lijn naar Dobra Szczecińska is in 1973 stilgelegd. Voor 1945 lag deze lijn van de Randower Kleinbahn geheel in Duitsland en liep door tot Neuwarp (Nowe Warpno).